# خلل (حوسبة)
الخلل أو الشائبة (بالإنجليزية: glitch)‏ هو اسم يطلق على خطأ في نظام الحاسب، يستعمل في أغلب الأحيان لوصف عيب عابر يقوم بتصحيح نفسه، وهي مشتقة من الكلمة الألمانية glitschen التي تعني الانزلاق، وتحصل خصوصًا في ألعاب الفيديو.
فهذا الخلل في معالجة المعطيات قد يكون ناتجا عن خطأ في البرمجة، مشاكل بالجهاز أو تصرفات غير متوقعة من المستعمل، و رغم كونها غير مقصودة إلا أنها تشوش على العمل العادي للتقنية.